# Alex Tobin
Alexander Hugh Tobin (Adelaide, 1965. november 3. –) ausztrál válogatott labdarúgó, edző.

## Pályafutása

### A válogatottban
1988 és 1998 között játszott az ausztrál válogatottban, 87 mérkőzésen lépett pályára és 2 gólt szerzett.
Legnagyobb sikere az 1997-es konföderációs kupa döntőjébe jutás volt, ahol legyőzték az észak- és közép-amerikai bajnok Mexikót és a dél-amerikai bajnok Uruguayt, a csoportkörben pedig döntetlent játszottak a világbajnok Brazíliával.

## Statisztika

### A válogatottban
| Válogatott | Év       | Mérk. | Gólok |
| ---------- | -------- | ----- | ----- |
| Ausztrália | 1988     | 3     | 1     |
| Ausztrália | 1989     | 0     | 0     |
| Ausztrália | 1990     | 3     | 0     |
| Ausztrália | 1991     | 6     | 0     |
| Ausztrália | 1992     | 15    | 0     |
| Ausztrália | 1993     | 10    | 0     |
| Ausztrália | 1994     | 6     | 0     |
| Ausztrália | 1995     | 9     | 0     |
| Ausztrália | 1996     | 10    | 1     |
| Ausztrália | 1997     | 16    | 0     |
| Ausztrália | 1998     | 9     | 0     |
| Összesen   | Összesen | 87    | 2     |

## Sikerei, díjai

### Klubcsapattal
Adelaide City
- NSL-bajnokság: 1986, 1991–92, 1993–94
- NSL-kupa: 1989, 1991–92
- OFC-bajnokok ligája: 1987

### A válogatottal
Ausztrália
- Konföderációs kupa ezüstérmes: 1997
- OFC-nemzetek kupája: 1996
- OFC-nemzetek kupája ezüstérmes: 1998

## Fordítás
- Ez a szócikk részben vagy egészben  az   Alex Tobin című angol Wikipédia-szócikk fordításán alapul.  Az eredeti cikk szerkesztőit annak laptörténete sorolja fel. Ez a jelzés csupán a megfogalmazás eredetét és a szerzői jogokat jelzi, nem szolgál a cikkben szereplő információk forrásmegjelöléseként.